# Chruścikowate
Phryganeidae – chruścikowate, rodzina owadów wodnych z rzędu chruścików (Insecta: Trichoptera). Należą do największych chruścików, zarówno larwy jak i imagines. Larwy budują przenośne domki, zbudowane z części roślinnych lub detrytusu. Czasami wykorzystują fragment źdźbła trzciny. Należą do nielicznych chruścików budujących przenośne domki, które mogą swój domek opuścić (np. pod wpływem stresu) i przenieść się do innego (u większości jedynie pierwsze stadia larwalne potrafią zacząć budowę domku, kolejne jedynie go rozbudowują).
Phryganeidae to rodzina chruścików stosunkowo stara filogenetycznie, w budowie ciała zachowało się wiele cech pierwotnych. Larwy najczęściej są drapieżne.
W Polsce występuje 12 gatunków, zgrupowanych w 7 rodzajów. Są silnie zróżnicowane ekologicznie. Do najrzadszych gatunków należy Semblis phalaenoides, zasiedla torfowiskowe rzeki, w Europie rozmieszczona na północy. Imago jest niezwykle, jak na chruściki, kolorowo ubarwione (kolory brązu i ekri) i aktywne za dnia. Można uznać ten gatunek na relikt polodowcowy. Współcześnie znane jest tylko jedno stanowisko na Bagnach Biebrzańskich.  
Dwa kolejne gatunki: Hagenella clathrata i Oligostomis reticulata również preferują cieki (ale mniejsze rzeczki i strumienie) przepływające przez torfowiska i również należą do gatunków rzadkich i ginących w Europie. W małych śródleśnych strumieniach o brązowej i lekko kwaśnej wodzie często spotkać można Oligotricha striata. Zarośnięty litoral rzek i jezior zasiedlają dwa gatunki z rodzaju Phryganea. W małych jeziorach i starorzeczach spotykane są larwy z rodzaju Agrypnia. Natomiast śródleśne zbiorniki okresowe zamieszkuje Trichostegia minor. Ze względu na duże zróżnicowanie ekologiczne oraz stosunkowo łatwą identyfikację larwy Phryganeidae są dobrymi bioindykatorami.
Gatunki, których obecność stwierdzono w Polsce:
- Agrypnia obsoleta
- Agrypnia pagetana
- Agrypnia picta
- Agrypnia varia
- Hagenella clathrata
- Semblis phalaenoides
- Oligostomis reticulata
- Oligotricha striata
- Trichostegia minor
- Phryganea bipunctata
- Phryganea grandis